# 大英博物館図書室

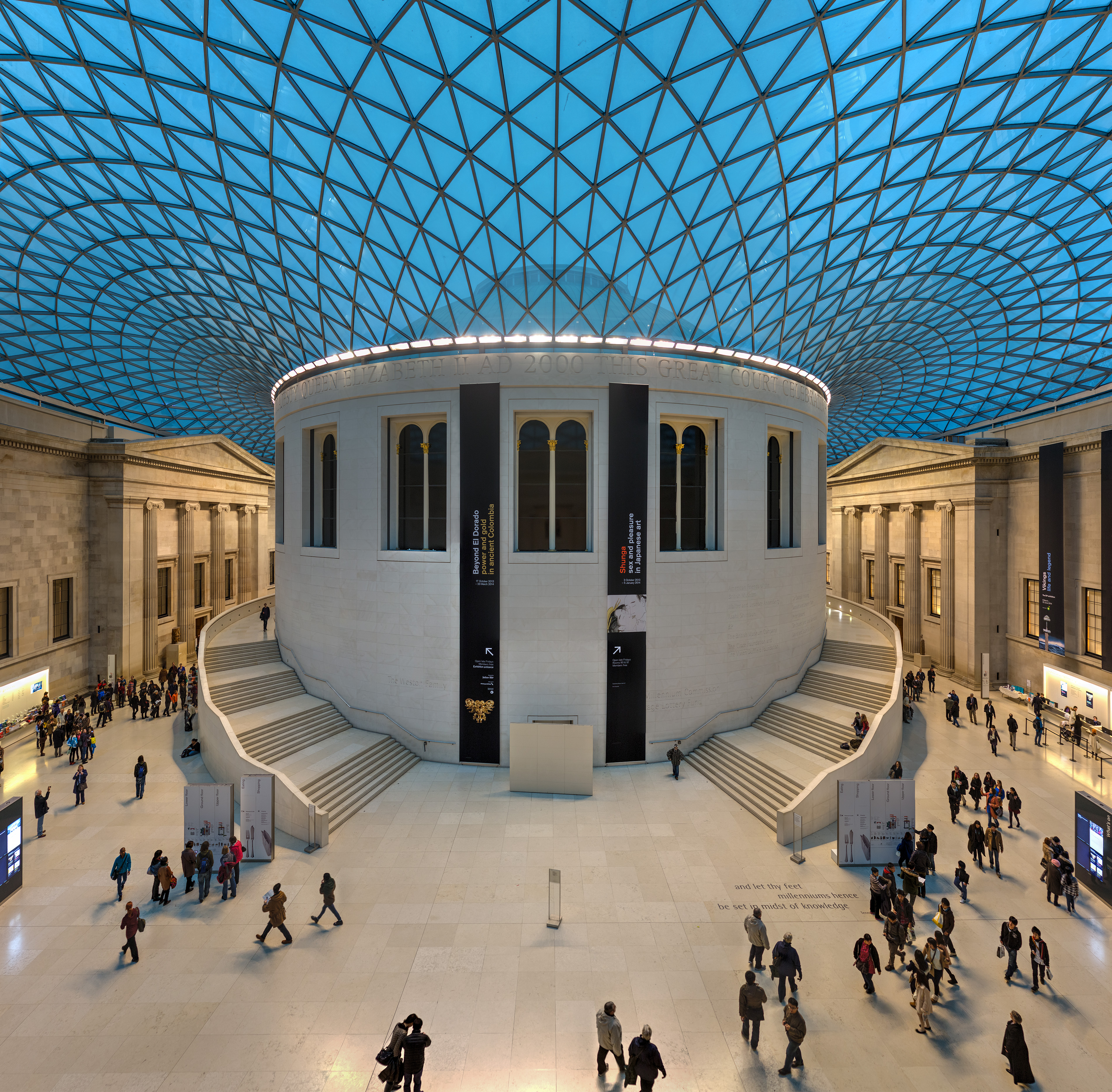
グレート・コートの中央に図書閲覧室（2013年）

大英博物館図書室（British Museum Reading Room）は、大英博物館の敷地の中央部、中庭（グレート・コート）内にある図書閲覧室。大英博物館図書館、単に円形閲覧室とも呼ばれる。1857年に建設されてから1973年までは大英博物館図書館の閲覧室として、それ以降は1997年まで大英図書館の中央閲覧室として使われていた。

## 概要
図書室は直径43mのドームをもつ円形の建物で、閲覧室を取り巻く周囲の外壁に沿って開架図書の書架が設けられている。かつては周囲に大英図書館の閉架式書庫が併設されていたが、現在は図書館機能の中心がセント・パンクラスの大英図書館新館に移行されたため取り払われて大英博物館の屋根付き中庭となっており、閲覧室のドーム棟だけが残されている。
大英図書館図書室は、大英博物館図書館の主任司書（館長）であったアントニオ・パニッツィのアイデアに基づいて建設された。この閲覧室が大英博物館図書館・大英図書館であった時代には、入館して利用できる者は許可を得た研究者だけに公開される原則であったが、実際にはかなり広い範囲の研究目的の利用者に開放されており、チャールズ・ディケンズ、オスカー・ワイルド、ラドヤード・キプリングなどの著名な作家に利用された。外国人でこの図書室を愛用していた者も多く、イギリス滞在中のカール・マルクス、マハトマ・ガンディー、ウラジーミル・レーニンが通ったことは有名である。特にマルクスは、後半生の30年以上のロンドン滞在中ほとんど毎日のようにこの図書館に通い、『資本論』をはじめとする著作をここで書き上げ、レイ・ランケスターといった博物館関係者とも親しくした。
日本人では、江戸幕府の遣欧使節団に随行した旗本の福澤諭吉が訪れて『西洋事情』で日本国に近代的図書館の制度を紹介した。明治以降は、ロンドン滞在時代の南方熊楠が通っていたことでよく知られているが、政府公式の留学生であった夏目漱石は意外にもあまり利用していなかった。また、国立の総合博物館に図書館が併設されるという発想は明治期の日本の文部省に大きな影響を与え、1872年に文部省博物局に設置された書籍館のモデルとなった。この書籍館が現在の東京国立博物館資料館や国立国会図書館の源流である。
1997年に大英図書館の中心館としての機能がセント・パンクラスの新館に移された後、グレート・コートの改修を経て2000年に図書閲覧室（円形閲覧室）として一般に開放公開された。現在では大英博物館と同様に、全ての人が無料で入館することが可能である。

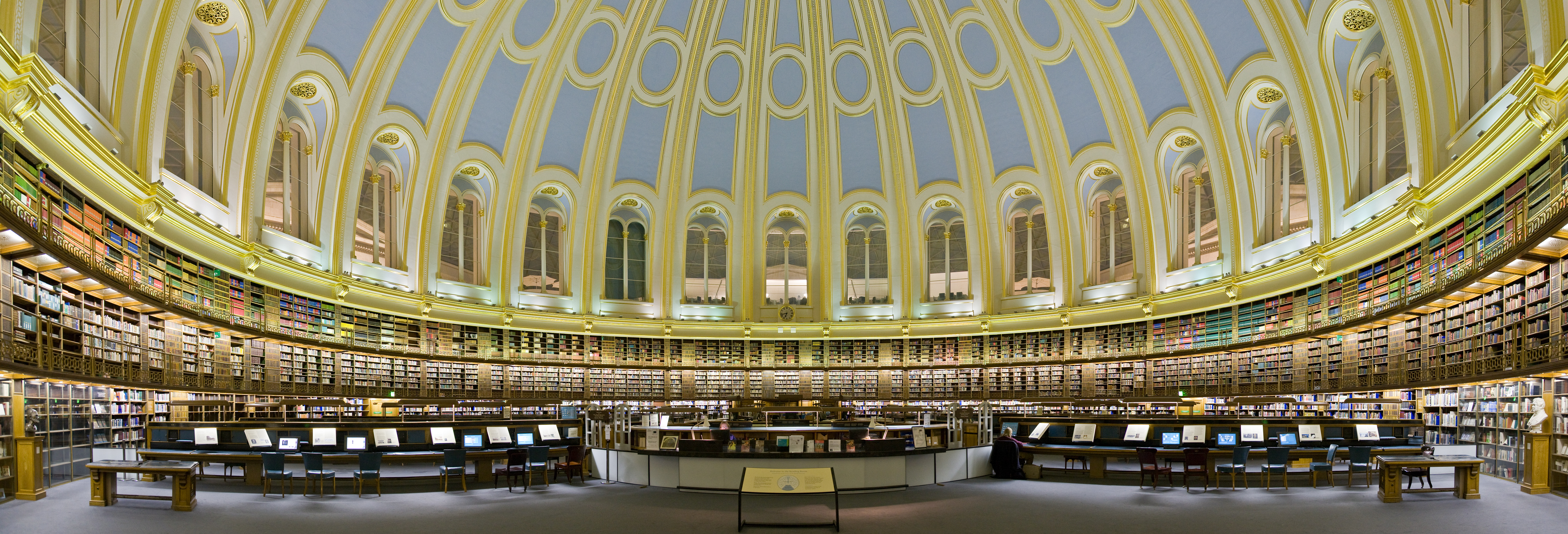
図書閲覧室の360°パノラマ（2006年）